# ¡Cuatro!
¡Cuatro! (annunciato come ¡Quatro!) è un film-documentario del gruppo musicale statunitense Green Day, diretto da Tim Wheeler e prodotto da Tim Lynch (lo stesso che produsse Bullet in a Bible). Alcuni spezzoni di ¡Cuatro! furono mandati in onda il 28 novembre 2012 sul network statunitense VH1, mentre l'anteprima ufficiale del film si è svolta durante i Winter X Games nel gennaio del 2013, ma fu pubblicato ufficialmente solo il 24 settembre dalla Reprise Records. È stato candidato come "Best Music Film" ai Grammy Awards 2014.